# Кормон, Фернан
Фернан Кормон, полное имя Фернан-Анн Пьестр Кормон (фр. Fernand Cormon, 24 декабря 1845, Париж — 20 марта 1924, Париж) — французский художник-реалист, педагог.

## Жизнь и творчество
Сын драматурга Эжена Кормона и актрисы Шарлотты Фюре. Фернан Кормон начинал изучать живопись в Брюсселе, у Жана-Франсуа Портеля. В 1863 году молодой художник возвратился в Париж, где продолжил обучение под руководством Александра Кабанеля и Эжена Фромантена.
В своём творчестве Кормон всегда придерживался требований академического искусства. С 1868 года он выставлял свои работы на парижских Салонах. В 1882 году Кормон создал и возглавлял частную художественную школу (Ателье Кормон, Монмартр, улица улица Констанс, 10); среди его учеников следует назвать таких мастеров, как Анри де Тулуз-Лотрек, Винсент ван Гог, Луи Анкетен, Эжен Бош, Эмиль Бернар, Жан-Дезире Баскуле, Гебхард, Дене, Леон Жубер и другие. В студии Кормона занимались Виктор Борисов-Мусатов, Николай Рерих, Эмиль Визель, Констатин Кузнецов, Исаак Батюков, Александр Шервашидзе, Николай Холявин и другие художники российского происхождения.
В 1890-е годы обучение в частной студии Кормона привлекало выходцев из России отсутствием формальных препятствий к поступлению — профессор достаточно либерально относился к молодёжи: не требовалось знание французского языка, учеников, как правило, принимали без экзаменов, даже рекомендательное письмо не являлось обязательным условием (достаточно было нескольких рисунков, чтобы Кормон убедился, что имеет дело не с дилетантом).

«Общая система преподавания Кормона была схожа с другими парижскими студиями. Рисование с гипсов или копирование старых мастеров было первой ступенью обучения, в то время как второй и основной являлась штудия обнаженной модели. Таким образом, работа в студии Кормона в целом могла быть приравнена примерно к третьей ступени обучения в Академии художеств — натурному классу, который следовал после гипсоголовного и гипсофигурного классов. <…> Для студента из России работа в Париже до 1897 года была, помимо прочего, единственной возможностью писать обнаженную женскую натуру, которой не было в отечественных учебных заведениях до нововведений в классе Валентина Серова».

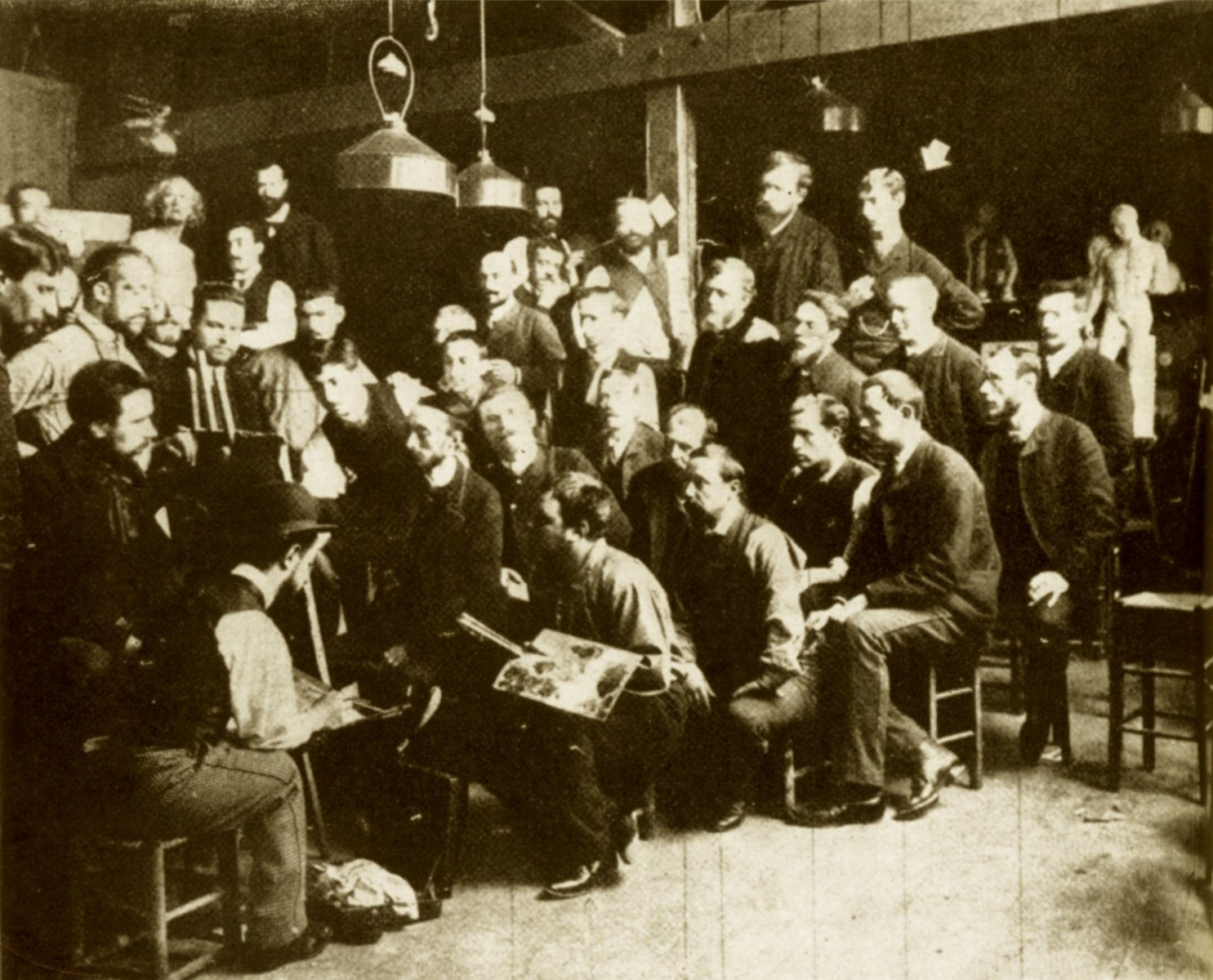
В студии: Кормон — справа у мольберта; левее — Тулуз-Лотрек (в шляпе); стрелкой отмечен Бернар. Ок. 1885

Раз или два в неделю Кормон проводил так называемую «корректуру», правки работ учеников, сопровождаемые комментариями профессора, обращёнными ко всем участникам занятий и превращающие правку работ в импровизированную лекцию. Описывая методы работы Кормона (считавшего самым важным в рисунке точность и расчёт не условных классических пропорций, а умение выявить и передать соотношения частей тела каждого конкретного натурщика), Борисов-Мусатов находил в его подходе немало общего с преподавательской системой П. П. Чистякова. Наряду с многосеансовыми натурными штудиями у Кормона практиковались и наброски-кроки, когда модель меняла свое положение каждые 15 минут — быстрые рисунки помогали ученикам сфокусироваться на общих пропорциях, особом характере модели, её позы, воспитывали остроту взгляда и смелость руки.
Профессор не подавлял своих учеников и в большей мере, чем мэтры других частных студий, поощрял в них индивидуальность. Однако многие из учеников Кормона довольствовались лишь занятиями рисунком в его школе, так как в технике масляной живописи профессор оставался приверженцем академизма, отвергая импрессионизм и последующие новейшие течения. Отдавая должное его системе обучения, художественный критик Яков Тугендхольд в 1915 году писал о Кормоне, что тот «настолько же превосходный рисовальщик, насколько вялый и унылый колорист».
В 1880 году Фернан Кормон стал кавалером ордена Почётного легиона. Вскоре после этого Кормон совершил путешествия в Тунис и в Бретань. В 1898 году он возглавил Национальную школу изящных искусств; в том же году Кормон стал членом Академии изящных искусств.
В своём творчестве художник разрабатывал преимущественно исторические и религиозные темы. Был известен также как мастер портрета. Произведения Фернана Кормона хранятся в музее Орсе и других известных собраниях изобразительного искусства.

## Галерея

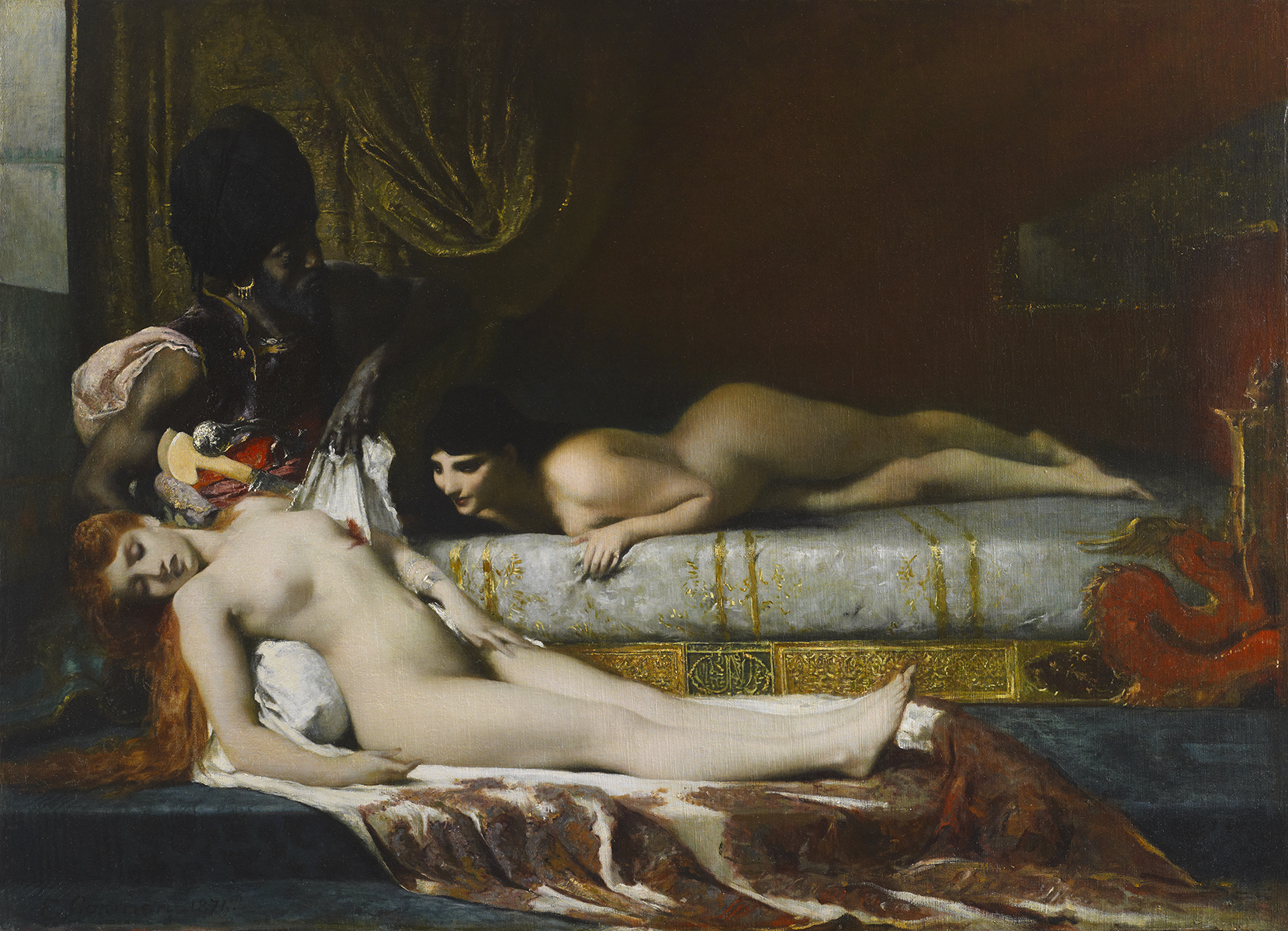
Ревность в серале (1874)
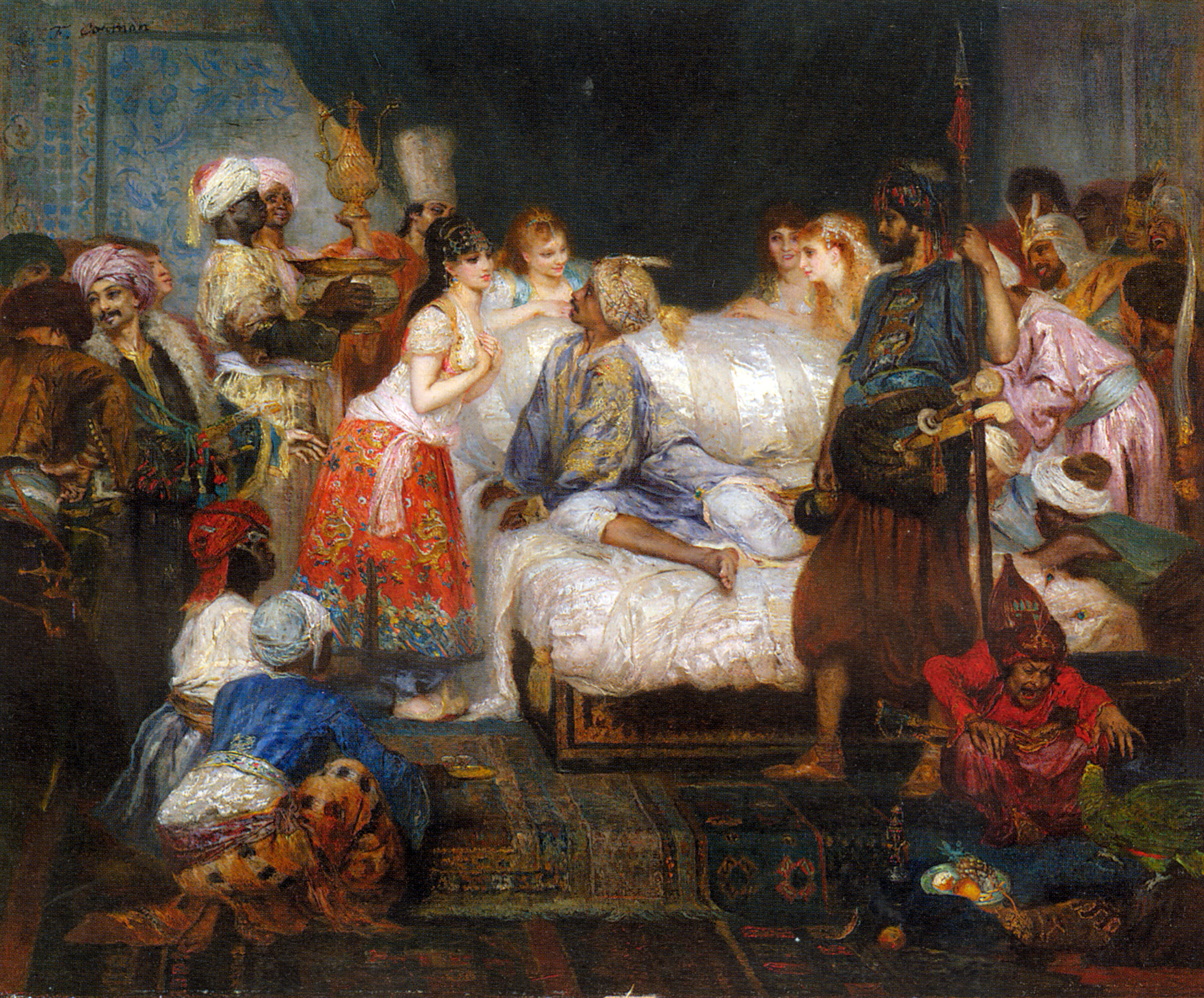
Гарем (после 1877)
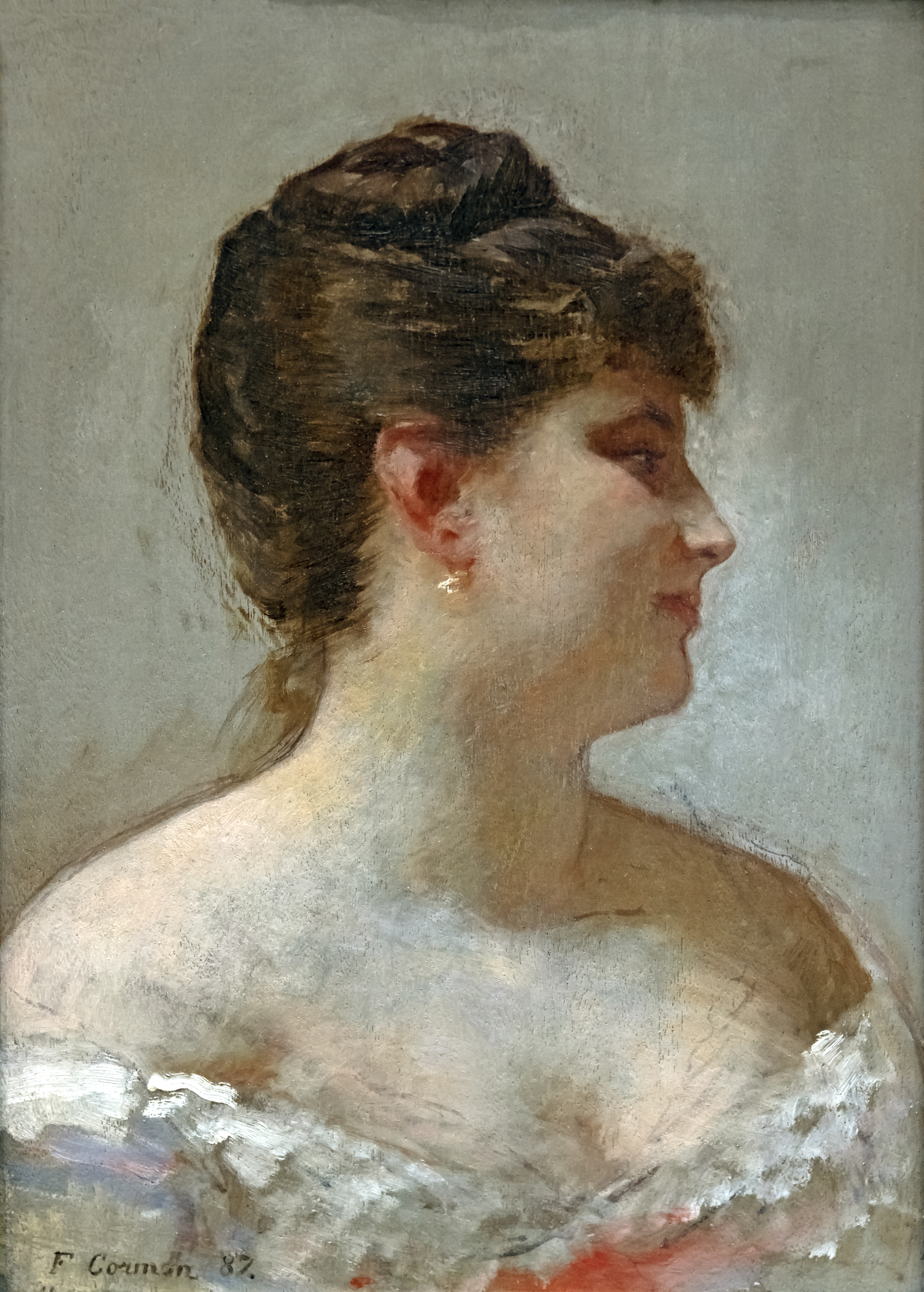
Портрет мадам Кормон (1887)
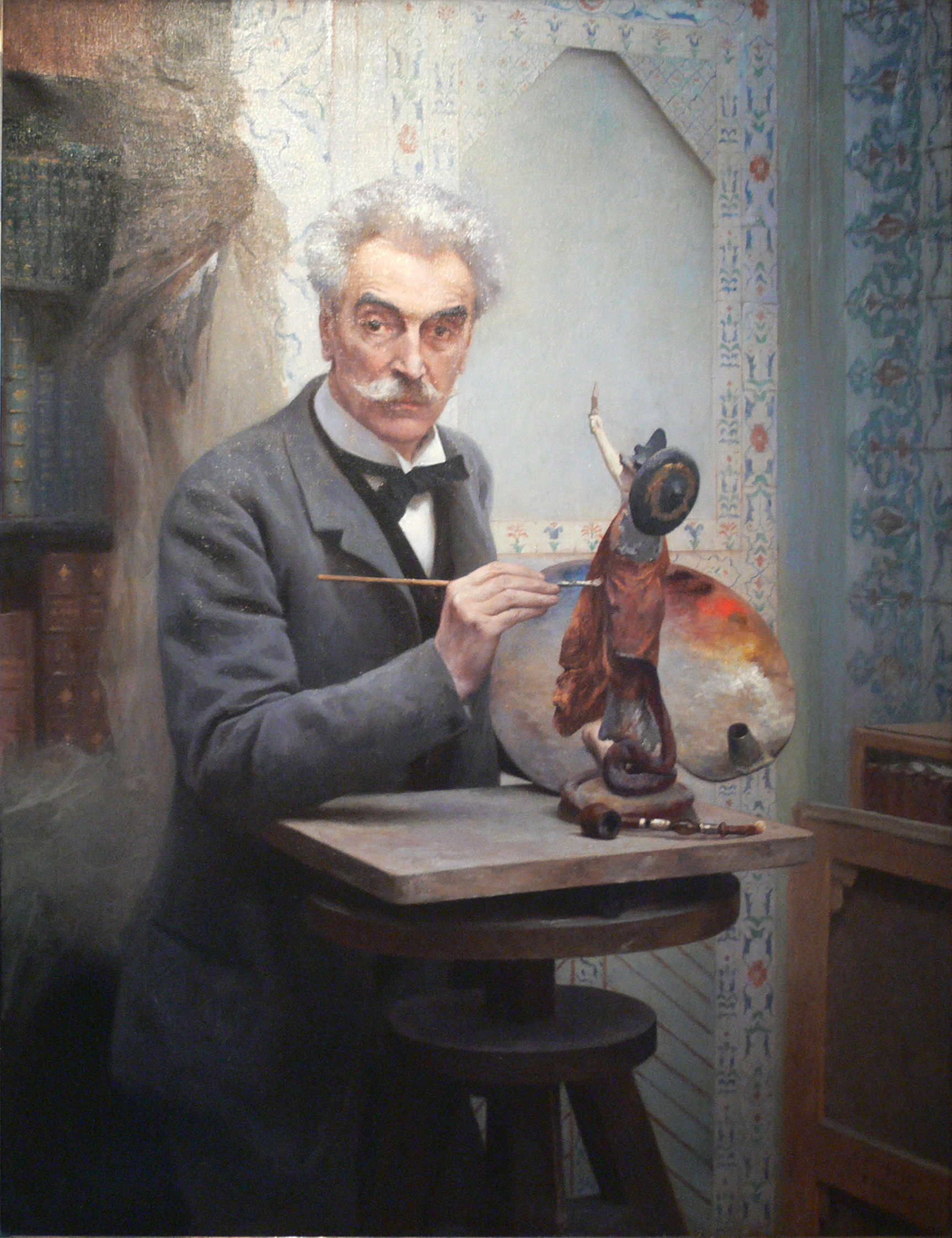
Скульптор за работой. Портрет Жана-Леона Жерома в его мастерской. (1891)
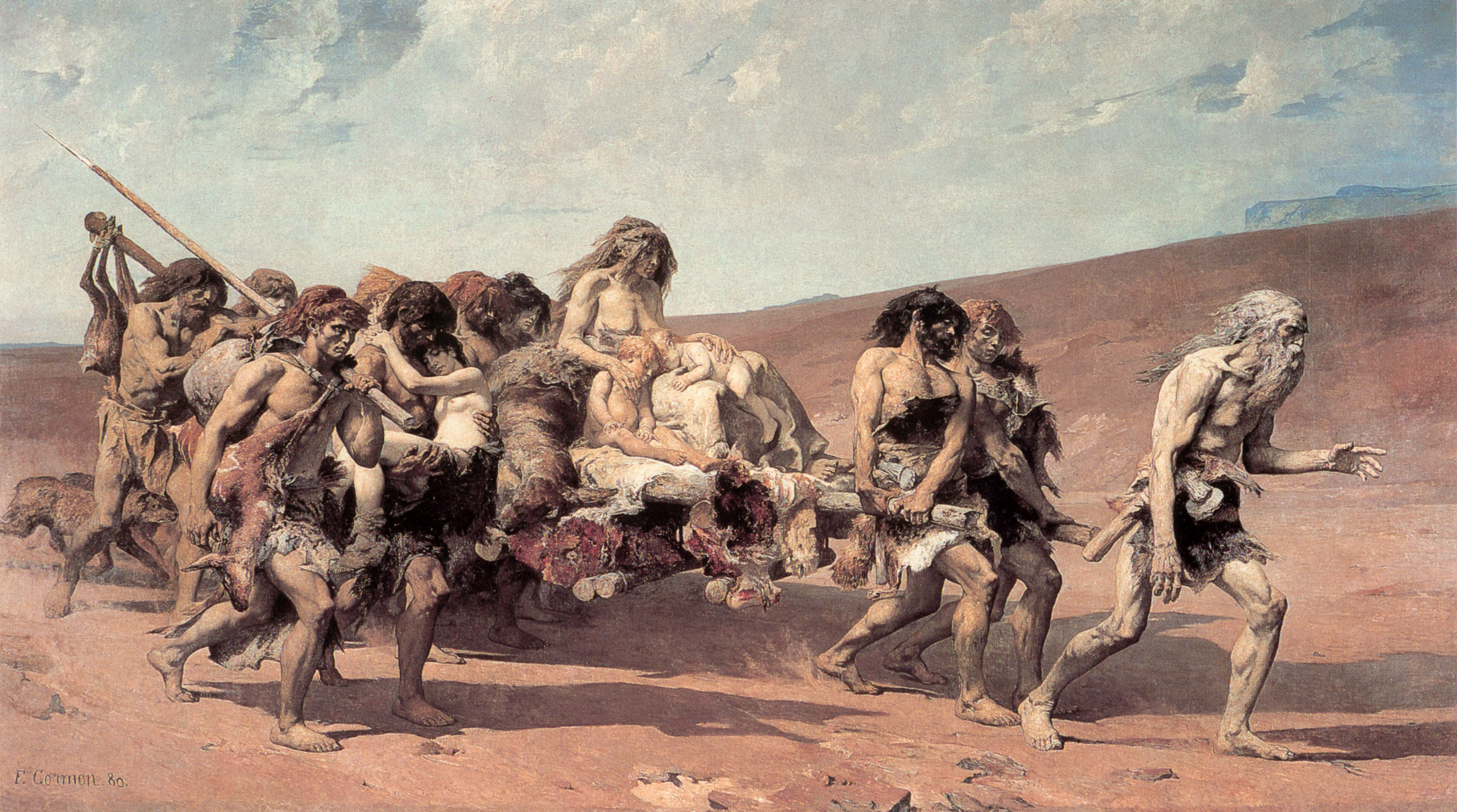
Каин (1880)